# Ottelia muricata
Ottelia muricata är en dybladsväxtart som först beskrevs av Charles Henry Wright, och fick sitt nu gällande namn av James Edgar Dandy. Ottelia muricata ingår i släktet Ottelia och familjen dybladsväxter. IUCN kategoriserar arten globalt som livskraftig. Inga underarter finns listade.